# Сава Туптало
Сава Григорович Туптало (близько 1599, м. Макарів, нині Київська область — 6 січня 1703, м. Київ) — сотник макарівський і київський Української козацької держави, благодійник. Батько митрополита ростовського Димитрія (Туптала).

## Життєпис
Сава Туптало народився в м. Макарів на Київщині. Походив з шляхетського роду Савичів.
У період Визвольної війни — козак Макарівської сотні, з 1656 року — сотник макарівський і київський (Київського полку). 1661 року емігрує до Києва, оскільки в Макарів повернулася шляхта. Брав участь майже у всіх битвах і походах, які вів Київський полк з 1649 по 1670 рр.
У тяжкому бою за Бишів з військом польським Сава Туптало потрапляє в полон. Польський гетьман Ян Собеський використовує Туптала як дипломата. У 1660 році Сава повертається в Київ і продовжує нести службу. У віці 85 років він збирає «митне» — плату за переправу через річку Ірпінь.
Сотник Сава Туптало був заможним шляхтичем, ревним і благочестивим християнином. Разом із дружиною вони виховали чотирьох дітей — трьох доньок і сина Данила, які присвятили своє життя радикальному наслідуванню Христа — прийняли монаший постриг. Сам Сава Туптало був чоловіком щедрим та, вподобавши собі Кирилівський монастир, 1687 року став його ктитором. У Києві він збудував жіночу Йорданську обитель, у якій служили ігуменями одна за одною три його доньки. Сава Туптало упокоївся в Бозі 1703 р., на 104-му році життя, у празник Богоявлення і похований у Київському Кирилівському монастирі, ліворуч від дверей, що ведуть на хори. Поруч із ним похована дружина — Марія Михайлівна, яка померла у березні 1686 року, у віці 80 літ, а в ногах — їхні дочки.
Сім'я Тупталів була відома серед міщан Києва як щедрі меценати, які захищали православну віру. Вони давали гроші на утримання Києво-Могилянської академії, Кирилівської церкви, а свій двір і будинок Сава переписав церкві Миколи Притиска.
Рід Тупталів мав свій герб — червоний щит, на якому зображено грецьку букву «дельта» з православним хрестом над нею. У гербі Сави Туптала була також грецька літера «сигма», а в гербі Димитрія — «ро». Зображення гербів, зокрема, є на їхніх портретах, що зберігаються в Національному художньому музеї України у Києві.
Під його прижиттєвим портретом містився підпис: «Благочестивий муж Туптало Сава — Запорозького війська честь і слава».